# Die Fernsehtruhe
Die Fernsehtruhe war eine Fernsehsendung auf ARD alpha. Ab der deutschen Erstausstrahlung am 22. März 2009 lief die Sendung jeden Sonntag- und Feiertagsabend um 21.45 Uhr bis zu ihrer letzten Ausstrahlung am 4. März 2018.

## Konzept
In der Fernsehtruhe wurden alte TV-Archivschätze von den 1950er Jahren bis in die 1970er gezeigt, darunter Dokumentationen, Telekurse und Serien.

## Sonstiges
Das Konzept der Fernsehtruhe wird seit dem 5. März 2018 von der Sendung alpha-retro, ebenfalls auf ARD Alpha, fortgeführt.